# Jueu del raval
El Jueu del raval és una talla satírica situada en un edifici de la ciutat de Reus que representa un home dret que se sosté amb el peu esquerre. Porta un buirac penjat en bandolera. Té el braç dret estirat endavant i assenyala amb l'índex. Està situat a la casa del carrer de Vilar o del Bou que fa cantonada amb el raval de santa Anna.
El propietari de la casa la va fer construir i penjar sota la barbacana per haver perdut un plet amb el veí cap a la casa del qual apunta el dit de la imatge. Se la va instal·lar cap al 1763, segons un medalló amb aquesta data a la cantonada de la casa, i se la va treure el 1925 quan es van aixecar unes plantes noves a l'edifici. La imatge original es conserva al Museu de Reus. l'Ajuntament en va fer una rèplica el 2012 que es va instal·lar al mateix lloc de l'original.
La història va donar lloc al sainet Lo jueu del arrabal de Reus, de Domènec Font, amb música de Miquel Planàs, que es representà el 1889 al Teatre Principal de Reus

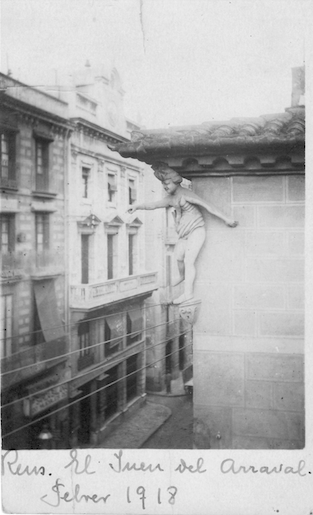
El Jueu del raval